# SAGO
 (août 2018).
Si vous disposez d'ouvrages ou d'articles de référence ou si vous connaissez des sites web de qualité traitant du thème abordé ici, merci de compléter l'article en donnant les références utiles à sa vérifiabilité et en les liant à la section « Notes et références ».
La SAGO est une école d'arts liés au chant, fondée et dirigée par Christof Stählin, et située à Mayence.
Sur le site officiel de Christof Stählin, la SAGO est décrite comme un cercle amical d'artistes qui échangent entre eux et que l'école pousse dans leur art. La SAGO met l'accent sur l'écriture de textes de chansons, ce qui comprend également le rapport entre texte et musique, ainsi que le travail avec des arrière-plans philosophiques ou historiques, ou même l'imaginaire.

## Histoire
L'école ezt fondée en 1989. Les premiers participants accueillis sont les gagnants d'un concours organisé à Berlin sur demande du ministère fédéral allemand des sciences et des arts, dont le premier prix est une semaine de cours avec Christof Stählin à Rendsburg. 
L'école, fonctionnant au rythme d'un séminaire par an, reste à Rendsburg jusqu'en 1992. Puis, les moyens alloués à l'école étant ayant été réduits, les participants décident de la prendre en main. Après un concert à Friedberg, l'école est invitée à s'y installer. Là, encadrée par l'artiste Rose Meier-Haid, sponsorisée par la caisse d'épargne locale et soutenue par le maire de l'époque, l'école devient l'Académie de Poésie et de Musique de Friedberg (Friedberger Akademie für Poesie und Musik). Depuis 1995, l'école propose deux séminaires d'une semaine par an.
En 2005, l'école emménage à Mayence, et c'est là, à la Villa Musica, qu'ont lieu depuis les séminaires d'automne (à la mi-septembre), et juste après une petite tournée de participants choisis. Le deuxième séminaire annuel a lieu la semaine avant Pâques à Wasungen, en Thuringe.

## Nom
« SAGO » (en français, sagou) est le nom d'une plante tropicale, le sagoutier (Sagopalme en allemand), dont la moelle produit un féculent bon marché. Au temps où l'Allemagne avait encore des colonies, le sagou était utilisé dans les soupes et les desserts ; Le sagou avait son propre tiroir dans les buffets de cuisine, au même titre que le sucre, la farine ou la semoule. Quand après la fin de la période coloniale, le sagou sortit des habitudes culinaires, ce tiroir se remplit souvent de toutes sortes de petits objets n'ayant rien à voir avec la cuisine.
Lors du premier séminaire de l'école, sans nom encore à l'époque, Christof Stählin cita ce tiroir à sagou comme exemple de spectacle de cabaret (Kleinkunst en allemand, littéralement « petit art »). Tout ce qui n'a pas de place dans l'industrie culturelle est rangé sous ce terme de Kleinkunst, on pourrait alors aussi bien appeler le cabaret « sago » (sagou). C'est alors que Philipp Rhaesa (participant de l'école) proposa de fonder la troupe d'artistes « SAGO ». C'est ainsi que depuis lors existe la SAGO.

## Quelques « SAGOnautes »
- Bodo Wartke
- Sebastian Krämer
- Tom van Hasselt